# Tal Rabin
Tal Rabin (en hebreo: טל רבין; Newton, Massachusetts; 1962) es una investigadora de las ciencias de la computación, jefa del grupo de investigación de criptografía del Centro de Investigación Thomas J. Watson de IBM Research, la división de investigación y desarrollo de IBM.

## Trayectoria
Nació en el estado de Massachusetts, Estados Unidos, y creció en la ciudad de Jerusalén, Israel. Ha colaborado con su padre, Michael Rabin, un reconocido científico de la computación. En el año 1986 se graduó de la Universidad Hebrea de Jerusalén, en 1988 obtuvo su maestría y en finalizó su doctorado en 1994 bajo la supervisión de Michael Ben Or. Entre los años 1994 y 1996 fue becaria de postdoctorado por la Fundación Nacional para la Ciencia y realizó sus investigaciones en el Instituto de Tecnología de Massachusetts. Se integró como parte del grupo de criptografía del Centro de Investigación Thomas J. Watson y se convirtió en líder del grupo en 1997.
Las investigaciones de Rabin y su grupo de trabajo se enfocan en la seguridad de redes, específicamente el diseño de algoritmos criptográficos eficientes y seguros. Además, estudia protocolos de seguridad para sistemas de computación distribuida; entre sus trabajos se incluyen cinco patentes registradas en los Estados Unidos. Su investigación busca hacer las comunicaciones en internet más seguras, algunos de sus ensayos hablan en su mayoría de esquemas de firma digital para protocolos de comunicación. Rabin ha formado parte de varios comités de conferencias sobre criptografía como TCC' y Eurocrypt, además ha sido miembro del Computing Community Consortium entre 2012 y 2015, así como parte del equipo editorial del Journal of Cryptology. Es una de las fundadoras y organizadora del taller Women in Theory, un evento bianual enfocado en ciencias de la computación para estudiantes. Como parte de sus esfuerzos para hacer accesible el campo de la criptografía al público general, Rabin ha participado en eventos como el World Science Festival 2011, en Nueva York y en la Feria de ciencia WNYC en 2014. En 2014 ganó el Premio Woman of vision del Instituto Anita Borg, en 2015 fue elegida miembro de la Asociación Internacional de Investigación Criptográfica, además en 2015 fue elegida miembro de la Academia Estadounidense de las Artes y las Ciencias y en 2017 fue aceptada como miembro en la Association for Computing Machinery.